# 李廷松 (音樂家)
李廷松（1906年—1976年），男，琵琶演奏家，汪派琵琶第二代傳人，擅長演奏〈霸王卸甲〉。和其老師汪昱庭同樣被譽為「琵琶大王」。

## 生平
祖籍蘇州，1906年出生於上海。少年時期起便很喜歡傳統音樂，對二胡、琴、箏、笛子、簫都有涉獵，其中最愛琵琶。十五歲起先後師從詹啟宏、崇明派施頌伯、平湖派吳夢非等人，後在大同樂會期間拜於汪派汪昱庭門下。汪昱庭臨終前將其珍愛的張伯年琵琶送給李廷松，囑託他要將琵琶藝術發揚光大，李廷松因而成為汪派傳人，和汪昱廷同樣被譽為「琵琶大王」。
1924年參加上海國樂研究會。1925年和王孟祿、孫裕德、李振家、俞樾亭等人退出國樂研究社，並於同一年成立霄雿樂會（或稱霄雿國樂學會），由李廷松擔任會長，收集並整理了許多曲譜，並加以編配為合奏曲，經常演出，例如：1935年在蘭心大戲院舉行的十周年紀念演奏會，以及1937年的演奏會。
1937年抗日戰爭暴發後，輾轉於雲南、貴州、四州、廣西、越南等地，同時進行義演及收集西南地區的音樂，學者徐嘉瑞曾為此寫下長篇詩作〈聽廷松琵琶歌〉。
中華人民共和國成立後，回到上海參加各種義演。1952年遷至北京定居，並於隔年被聘為中央音樂學院民族音樂研究所的特約演奏員，並先後於中央音樂學院、天津音樂學院、解放軍總政文工團、哈爾濱藝術學院、瀋陽音樂學院、吉林藝術學院等校或團體任教。居住北京期間曾參與北京古琴研究會、北京京劇基本研究社。
1953年時，和管平湖、查阜西、蔣風之、馮子存等人應中國音樂家協會之邀組成「中國民間、古典音樂巡迴演出團」至各地演出，因而聲名遠播，甚至曾多次至中南海演出。
曾經整理出版了《霸王卸甲》、《夕陽簫鼓》、《青蓮樂府》等曲譜，編印了《十首大套古曲》教材，並錄製《霸王卸甲》、《十面埋伏》、《燈月交輝》、《塞上曲》等傳統古曲。
1965年底退休，文革期間遭受批鬥。
晚年原本打算將「張伯年」琵琶還給汪昱庭的兒子汪天偉，但汪天偉堅持不收，並告訴李廷松應該將琵琶傳給琴藝比他好的李光祖，李光祖也因此成了汪派琵琶的第三代傳人。
李廷松一生教出的學生眾多，包括王范地、夏仁根、王惠然、鄺宇忠、陳澤民、鄭汝中、張棣華、俞良模、侯桂芝、湯良興、王超然等人。

## 音樂特色
- 「輪指」細密圓潤、剛柔疾徐相濟，有特殊的音色。[3]
- 「鳳點頭」運用大指搖指同時配合食指彈抹，不但均勻，而且有強、弱、疾、緩的變化。[3]
- 左手換把敏捷，按指及揉法十分微妙，擅長在「推」、「拉」中取得完美的效果。在滑音中有明確的力度和速度的變化。對音樂的處理極為講究，音樂層次分明。[3]

## 作品

### 錄音
- 《霸王卸甲》（中國唱片）[9]
- 《十面埋伏》（香港：藝聲唱片，與劉德海、俞良模合輯）
- 《琵琶名家名曲大全7》

### 著作
- 〈傳統琵琶的音律和音階〉，《音樂論叢》，1964。
- 《李廷松演奏譜》[10]
- 《汪派琵琶－李廷松先生演奏譜》（李光祖、郝貽凡整理）[11]

## 外部連結
- 李廷松演奏的〈十面埋伏〉 （页面存档备份，存于）